# 松久信幸
松久信幸（日语：／ Matsuhisa Nobuyuki，1949年3月10日—），生於日本琦玉縣，廚師與餐廳經營者。他將南美洲料理風格帶入日本壽司之中，並將日本和食料理推廣到美國地區。

## 生平
其父是一名木材商人，松久信幸在家中排行第三。在小學一年級時，其父親在交通事故過世。高中畢業後，至東京新宿2丁目的壽司店松榮鮨習藝7年。其店中一名常客，是位日本裔第三代秘魯籍實業家，在他勸說下，24歲的松久信幸決定前往秘魯，開展自己的事業。
1973年，在秘魯首都利馬，與該位實業家共同合資與經營日本飲食餐廳，餐廳同樣名為松榮鮨，但是由於對經營方針的意見不同，在共事三年後，松久信幸決定離開。之後，他曾到阿根廷的布宜諾斯艾利斯工作，後到了美國的阿拉斯加州建立自己的餐廳，但在阿拉斯加州時因為開業時的火災而停業。
1977年，在美國加州洛杉磯建立了兩間自己的餐廳，分別是Mitsuwa（日语：ミツワ）與「王將」（Osho）。
1987年，他的餐廳MATSUHISA，在比佛利山開業，開業三年在當地獲得很高評價，並獲得Zagat Survey的報導。
1993年8月，其店中常客、演員罗伯特·德尼罗與他合資，在紐約市設立餐廳NOBU New York City。
2000年10月，與乔治·阿玛尼共同合資，在義大利米蘭開設分店。隨後生意也在倫敦、希臘等地展開。
2005年，位於達拉斯、巴哈馬等四家分店開業。
統計到2007年11月，全世界合計有21間分店。

## 作品

### 電影
- 賭城風雲，客串，飾演一位富有的企業家。

## 外部連結
- Nobu New York （页面存档备份，存于）(1994年開業, New York)
- NOBU NEXT DOOR （页面存档备份，存于）(1998年開業, New York)
- NOBU FIFTY SEVEN （页面存档备份，存于）(2005年開業)
- NOBU DALLAS （页面存档备份，存于）(2005年開業)
- Nobu Los Angeles(2008年春季開業)